# テオドール・クルレンツィス
テオドール・クルレンツィス（クレンツィス、Θεόδωρος Κουρεντζής [θeˈoðoɾos kuɾenˈdzis] セオドロス・クレンズィス、ラテン文字表記：Teodor Currentzis, キリル文字表記：Теодор Курентзис、1972年2月24日 - ）は、ギリシャ出身の指揮者。
アテネの生まれ。幼時より生地で音楽を習い、1994年にサンクトペテルブルク音楽院でイリヤ・ムーシンに指揮法を学んだ。サンクトペテルブルク・フィルハーモニー管弦楽団のユーリ・テミルカーノフのアシスタントを経て2004年にノヴォルシビスク国立歌劇場の音楽監督に就任し、さらにアンサンブル・ムジカエテルナとムジカエテルナ室内合唱団を創設して芸術監督となった。2010年にノヴォルシビスク国立歌劇場の座を退き、2011年からペルミのペルミ国立オペラ・バレエ劇場の芸術監督となった。2018年から2025年まで南西ドイツ放送交響楽団の首席指揮者を務める。